# Пролетаровка (Курская область)
Пролета́ровка — хутор в Фатежском районе Курской области. Входит в состав Солдатского сельсовета.
Население — 12 человек (2010 год). 

## География
Расположен в 17 км к востоку от Фатежа на высоком правом берегу Радубежского ручья, который в этом месте образует излучину и является естественной границей с Железногорским районом. Состоит из одной улицы, протянувшейся с северо-запада на юго-восток. Жилые дома и хозяйственные постройки расположены, в основном, на восточной стороне улицы, так как с западной стороны начинается уклон к пойме Радубежского ручья. Центральную часть Пролетаровки пересекает овраг, выходящий к Радубежскому ручью и разделяющий хутор на 2 части. Окружён, в основном, полями. Ближайший лесной массив — урочище Радубежская Роща расположен к северо-западу от Пролетаровки. В 1,5 км к востоку от хутора расположено урочище Любки. По западной и северной окраинам Пролетаровки проходит граница между Железногорским и Фатежским районами. Высота над уровнем моря — 197 м. Ближайшие населённые пункты — деревня Подымовка и хутор Основное (в Железногорском районе). Между Подымовкой и Пролетаровкой протекает небольшой ручей — правый приток Радубежа.
Климат
Пролетаровка, как и весь район, расположена в поясе умеренно континентального климата с тёплым летом и относительно тёплой зимой (Dfb в классификации Кёппена).
Часовой пояс
Хутор Пролетаровка, как и вся Курская область, находится в часовой зоне МСК (московское время). Смещение применяемого времени относительно UTC составляет +3:00.

## Этимология
В источниках 1930-х — 1940-х годов упоминается как хутор Пролетарский. Имеет второе, неофициальное, название Крюковка — по фамилии местных жителей Крюковых.

## История
Возник как часть села Радубеж, известного с XVII века. В советское время был выделен в самостоятельный населённый пункт. 
В начале 1930-х годов жители хутора стали вступать в Радубежский колхоз «Красный Путиловец», был создан Пролетарский участок колхоза. В 1934 году «Красный Путиловец» был разукрупнён, хозяйства Пролетаровки и соседней Подымовки были отнесены к колхозу «Сталинский Путь». Председателем колхоза был избран житель Пролетаровки Федосей Е. Филиппов. В 1937 году Пролетаровке и Подымовке было 73 двора. 
Во время Великой Отечественной войны, с октября 1941 года по февраль 1943 года, хутор находился в зоне немецко-фашистской оккупации. До 1954 года входил в состав Радубежского сельсовета. В 1954—1959 годах в составе Нижнехалчанского сельсовета, затем передан в Линецкий сельсовет. После развенчания культа личности Сталина в 1956 году колхоз «Сталинский Путь», в котором состояли жители Пролетаровки, был присоединён к соседней артели «Путь Ильича» (центр в деревне Журавинке). 
В 1958 году в Пролетаровке было 15 дворов. В начале 1960-х годов «Путь Ильича» был присоединён к большому колхозу «Россия» (центр в селе Линец), который объединил все населённые пункты Линецкого сельсовета. До 1990-х годов это хозяйство было самым крупным в Фатежском районе.
В 1985 году Пролетаровка была передана из колхоза «Россия» Линецкого сельсовета в колхоз имени Карла Маркса Нижнехалчанского сельсовета.
С 2010 года в составе Солдатского сельсовета. 
По данным на 2013 год хутор состоял из 10 дворов. В 2015 году от Нижних Халчей до Пролетаровки была проложена асфальтированная автомобильная дорога. При этом была до середины заасфальтирована центральная улица хутора.
Исторические фамилии — Крюковы, Оленченковы и другие.

## Население
| 1979 | 1989 | 2002 | 2010 |
| ---- | ---- | ---- | ---- |
| 85   | ↘42  | ↘25  | ↘12  |

## Образование
К северо-западу от Пролетаровки находится территория бывшей Радубежской школы, закрытой в 2009 году. Полное среднее образование её выпускники чаще всего получали в Линецкой средней школе. В настоящее время территория бывшей школы используется как пасека. В хуторе 19 домов.

## Транспорт
Пролетаровка находится в 14,5 км от автодороги федерального значения М2 «Крым» (Москва — Тула — Орёл — Курск — Белгород — граница с Украиной) как часть европейского маршрута E105, в 5 км от автодороги регионального значения 38К-038 (Фатеж — Дмитриев), в 10 км от автодороги 38К-005 (Конышёвка — Жигаево — 38К-038), в 6,5 км от автодороги межмуниципального значения 38Н-679 (38К-038 — Солдатское — Шуклино), в 4 км от автодороги 38Н-681 (38Н-679 — Верхние Халчи), на автодороге 38Н-682 (38Н-681 — Подымовка — Пролетаровка), в 23 км от ближайшего ж/д остановочного пункта Мицень (линия Арбузово — Лужки-Орловские).
В 169 км от аэропорта имени В. Г. Шухова (недалеко от Белгорода).